# Piritaklooster

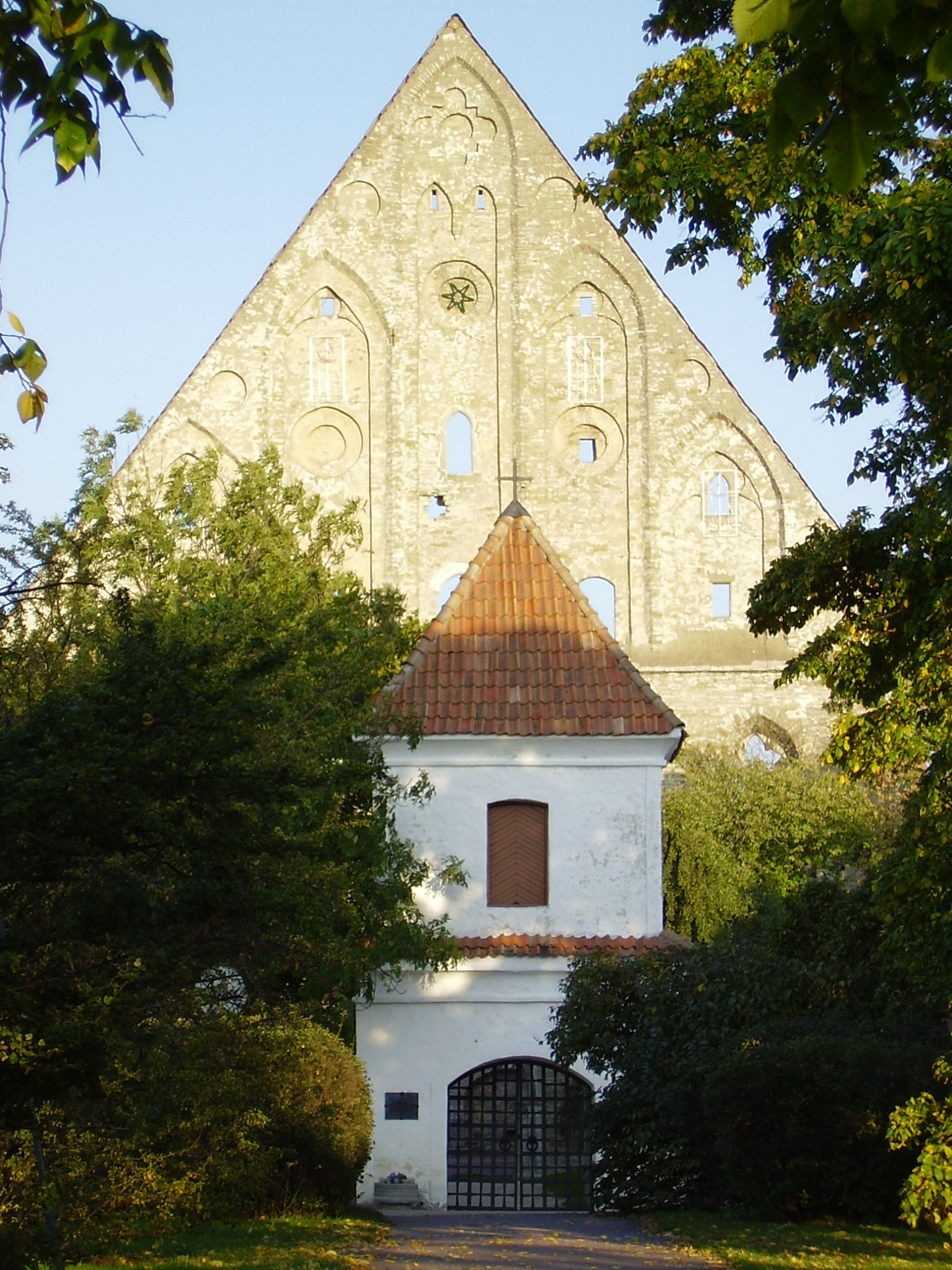
Piritaklooster met toegangspoort

Het Piritaklooster (Estisch: Pirita klooster, Duits: Sankt Brigittenkloster) is een voormalig klooster in Tallinn, de hoofdstad van Estland. Het is gebouwd in de jaren 1417-1436 en is sinds 1577 een ruïne.
Het klooster ligt in de noordelijke wijk Pirita binnen het gelijknamige stadsdistrict in de nabijheid van de rivier Pirita. Wijk, stadsdistrict en rivier ontlenen hun naam aan het klooster.

## Geschiedenis

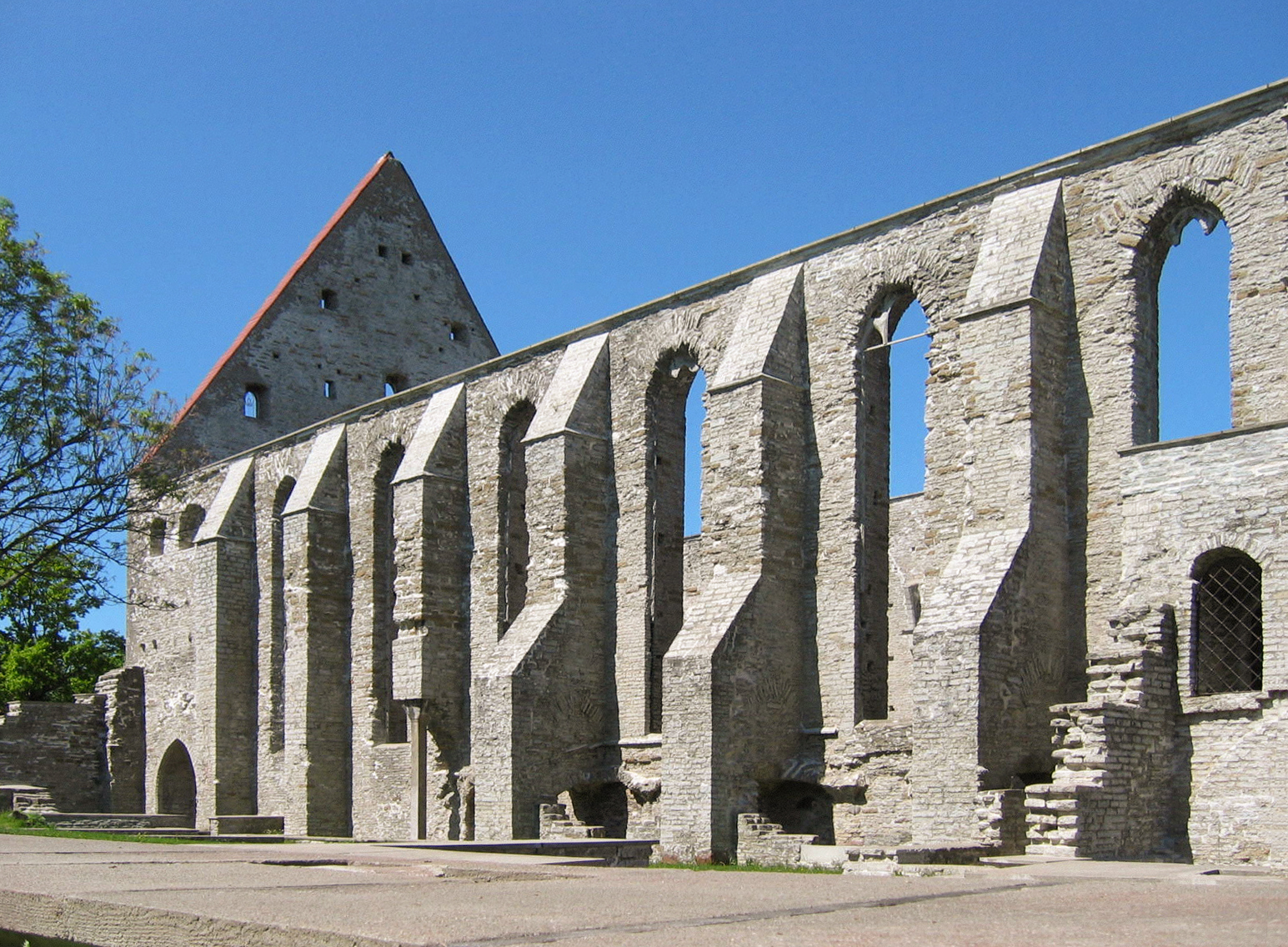
Piritaklooster, zijaanzicht

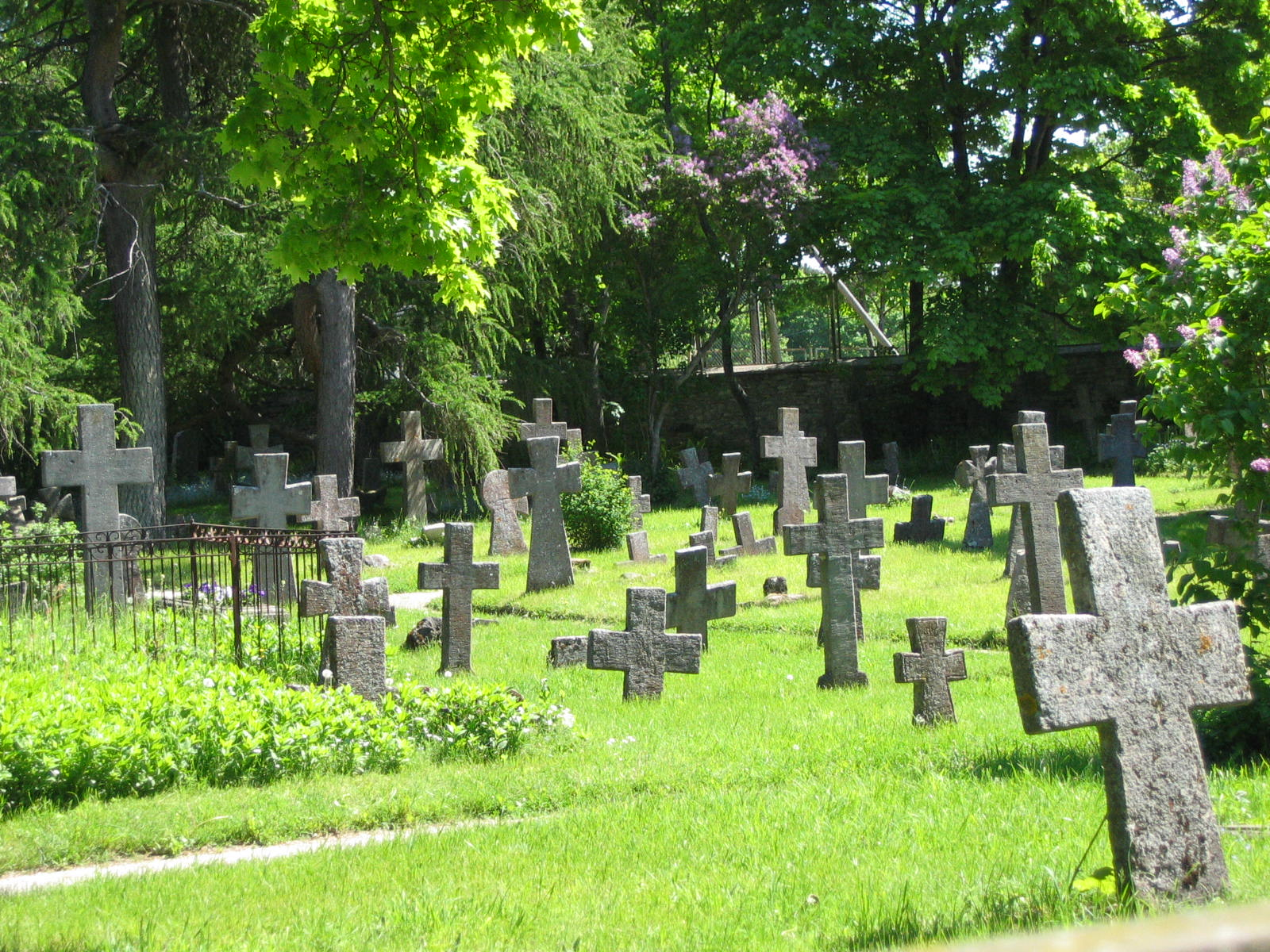
Het kerkhof bij het klooster

In 1346 kwam Tallinn, toen nog Reval geheten, in handen van de Duitse Orde. Sindsdien was de bovenlaag van de bevolking van Duitse afkomst en was Duits de voertaal in Estland.
Het waren Duitse kooplieden die het initiatief namen om ten noorden van Reval een klooster te laten bouwen, gewijd aan de Zweedse heilige Sint-Birgitta. De bouw begon in 1417. In 1436 werd het klooster ingewijd door bisschop Hendrik II van Reval. Het klooster kreeg de naam Sankt Brigittenkloster; de Esten maakten daar Pirita klooster van.
Het klooster werd bewoond door zowel monniken als nonnen van de Orde der Birgittijnen en Birgittinessen en stond onder leiding van een abdis. Volgens de regels mocht het klooster niet meer dan 85 bewoners hebben: 60 zusters en 25 broeders (dertien priesters, vier diakenen en acht lekenbroeders). De bewoners waren doorgaans van Duitse, een enkeling van Zweedse afkomst.
De monniken en nonnen mochten onderling geen contact hebben, tenzij door een klein luikje voorzien van tralies en gordijnen. Ook bezoekers werden zo ontvangen. Tijdens de diensten in de gemeenschappelijke kerk, die midden tussen het nonnendeel en het monnikendeel stond, zagen monniken en nonnen elkaar ook niet. Voor gasten waren er kamers aan de noordwestkant van de kerk.
De priesters onder de monniken preekten ook in andere kerken in Reval. De nonnen bleven hun hele leven op het terrein van het klooster en werden daar ook begraven.
De kloosterkerk mat 24 x 56 meter en was daarmee de grootste kerk van Noord-Europa. Ze had dertien altaren, genoemd naar de twaalf apostelen plus Paulus. Uitbouwen meegerekend, had de kerk een oppervlakte van 1.360 m².
Het klooster had uitgebreide bezittingen door heel Estland. Zo was bijvoorbeeld het landgoed Muuga in Oost-Estland eigendom van het klooster. De Duitse naam Münkenhof (‘Monnikenhof’) wijst daar ook op.
In 1577, tijdens de Lijflandse Oorlog, deden Russische troepen het klooster en de kerk in vlammen opgaan. De bewoners werden verdreven. Sindsdien resteert van het klooster alleen nog een ruïne. Het protestantse Zweden, de winnaar van de oorlog, had geen belangstelling voor de herbouw van een katholiek klooster. Het land dat van het klooster was kwam in particuliere handen.
Hoewel een ruïne, is het Piritaklooster toch een belangrijke toeristische attractie geworden, die veel bezoekers trekt. De driehoekige voorgevel van de kerk (35 meter hoog), die van verre zichtbaar is, is een markant punt in Tallinn. De ruïne wordt wel gebruikt voor openluchtconcerten. Jaarlijks wordt hier het Birgitta Festival gehouden, waar opera’s op het programma staan.
Het klooster bezat uitgestrekte landerijen. De wijk Kloostrimetsa (‘Bos van het klooster’) was vroeger een bos dat bij het klooster hoorde.

## Nieuw klooster

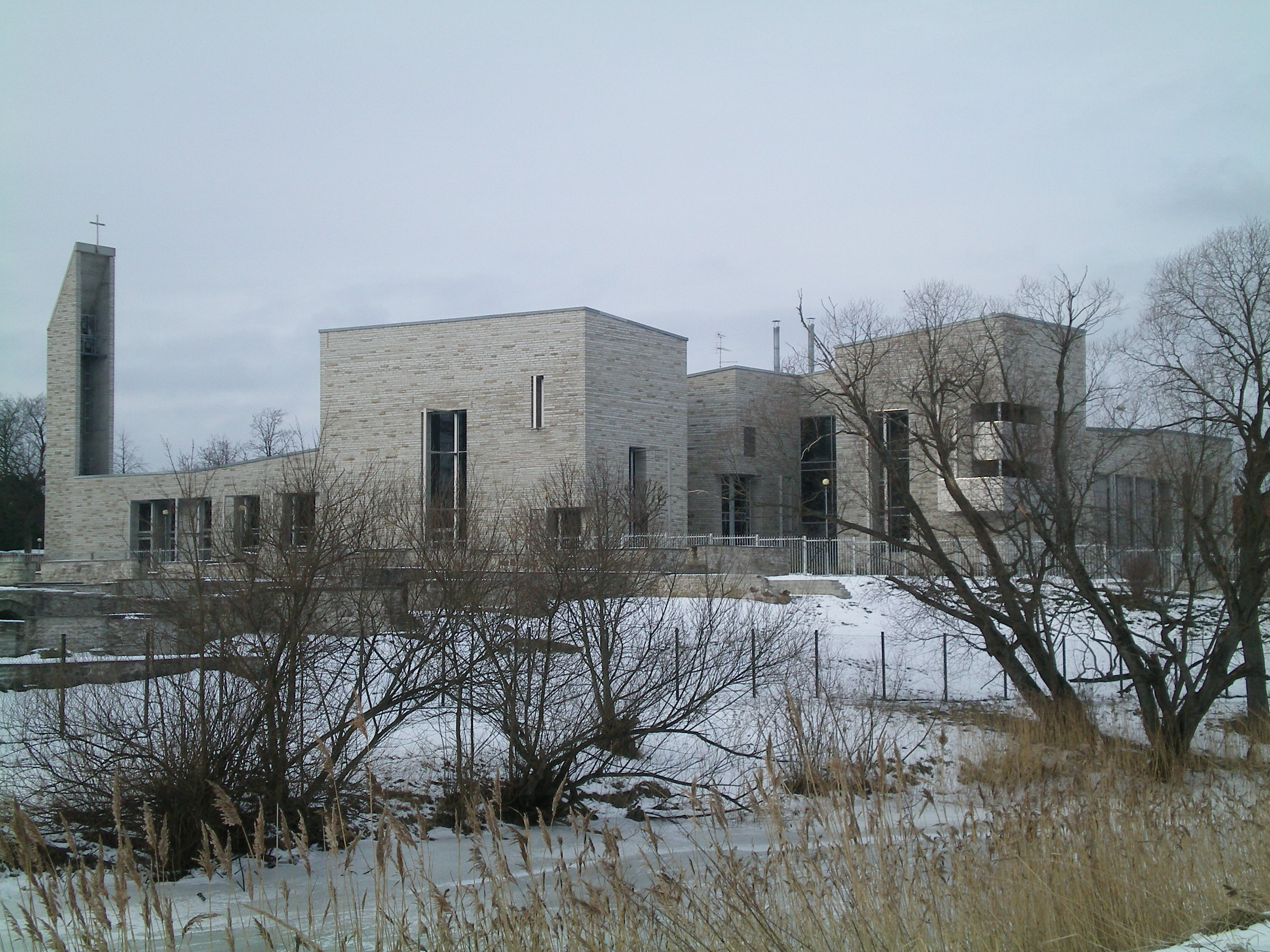
Het nieuwe klooster

In de jaren negentig kregen birgittinessen uit Mexico belangstelling voor Tallinn als stad met historische banden met hun orde. Ze lieten in 2000 in de nabijheid van het oude klooster een nieuw, kleiner klooster bouwen. Het werd ingewijd in september 2001. Het wordt bewoond door acht nonnen, afkomstig uit Mexico en India. De zusters spreken Estisch. Tot hun taken behoren het beheer over het terrein van het oude klooster en de exploitatie van een eenvoudig hotel met twintig kamers.